# Netphener Keltenweg
Der Netphener Keltenweg  ist ein 15,1 km langer Rundwanderweg nahe Netphen, im nordrhein-westfälischen Kreis Siegen-Wittgenstein.

## Infotafeln und Maskottchen
Auf fünf verschiedenen Infotafeln entlang des Keltenwegs (eine befindet sich z. B. auf der Alten Burg) erläutert die vom Netphener Autor und Cartoonist Matthias Kringe erdachte Netphener Keltenfamilie (Zeichnungen), wie die Kelten früher gelebt haben. Auch ein lebensgroßer Holzkelte befindet sich beim Rastplatz Afholderbach.

## Zwei Wegekennzeichnungen
Zum Netphener Keltenweg gibt es zwei Wegekennzeichnungen. Die prominentere Kennzeichnung ist WanderHöhepunkte links und rechts des Rothaarsteigs, bei welcher der Netphener Keltenweg zu einem der 12 Rundwanderwege gehört. Die zweite  Wegkennzeichnung ist ein farbiges Logo mit beschrifteten Netphener Keltenweg. Letztere ist nicht so oft am Wegesrand anzutreffen, da dieser nur breite Wirtschaftswege benutzt. Hingegen bevorzugt WanderHöhepunkte eine Wegführung durch den schattigen Wald mit vielen Kennzeichnungen. An einigen Stellen benutzen beide Wegkennzeichnungen die gleichen Streckenabschnitte, so dass auch ein mehrfacher Wechsel möglich ist. 
Das Informationsschild zur Alten Burg liegt nicht auf der Wegführung von WanderHöhepunkte. Wer dieses in Natura erleben will muss an einer Stelle ca. 25 Meter eine kurze Stichstrecke nach dem Logo Netphener Keltenweg gehen.

## Verlauf
Vom Parkplatz Leimbachtal am Stadtrand von Netphen steht eine große Infotafel die den Wegeverlauf der WanderHöhepunkte aufzeigt. Vom Parkplatz beginnt ein breiter Weg – diesen kann komplett gefolgt werden bis zur zweiten Infotafel. Die Route WanderHöhepunkte nimmt eine kleine Abkürzung, an der ersten Abbiegung nach rechts einfach weiter gerade aus zu gehen über einen schmalen Feldweg.
Ausgehend führt der Netphener Keltenweg, vorbei an einem lebensgroßen Holzkelten über einen kleinen Bergrücken, auf dem sich unter anderem eine Ringwallanlage  aus karolingischer Zeit verbirgt, in das Tal des Netphe-Zuflusses Mühlenbachs. 
Immer an diesem entlang verläuft er bis in Gipfelnähe des Berges Knöpfchen (526 m), von wo aus man durch das Geäst der Bäume einen guten Ausblick in Richtung Südwesten hat.  Anschließend steigt der Weg an zum Homerich (546 m). Von dort führt der Keltenweg hinab nach Afholderbach, wo die Netphe gequert wird. Anschließend steigt der Weg durch das Tal der Netphe-Zuflusses Afferbach zunächst sanft, später aber steil an. Nach insgesamt etwa 8 Kilometern hat man die Alte Burg erreicht.
Dort überwindet ein nunmehr schmaler Pfad den äußeren und inneren Ringwall und nach einem weiteren Kilometer Wegstrecke hat man mit einer Höhe von 633 Metern den Gipfel der Alten Burg erreicht. Knapp unterhalb von diesem befindet sich auf dem inneren Ringwall ein kleines Aussichtspodest. Etwas weiter folgt ein steiler Abstieg über den aussichtsreichen Schüffel zum Scharn (496 m). Der weitere Abstieg erfolgt durch das Tal des Eschenbachs zum gleichnamigen Ort Eschenbach, wo mit einer Höhe von ca. 330 Metern der niedrigste Punkt des Weges liegt. Auf der gegenüberliegenden Talseite erfolgt nochmals ein Anstieg Auf den Schießberg. Nach Abstieg ins Leimbachtal führt der Weg parallel zu diesem zurück zum Wandererparkplatz.

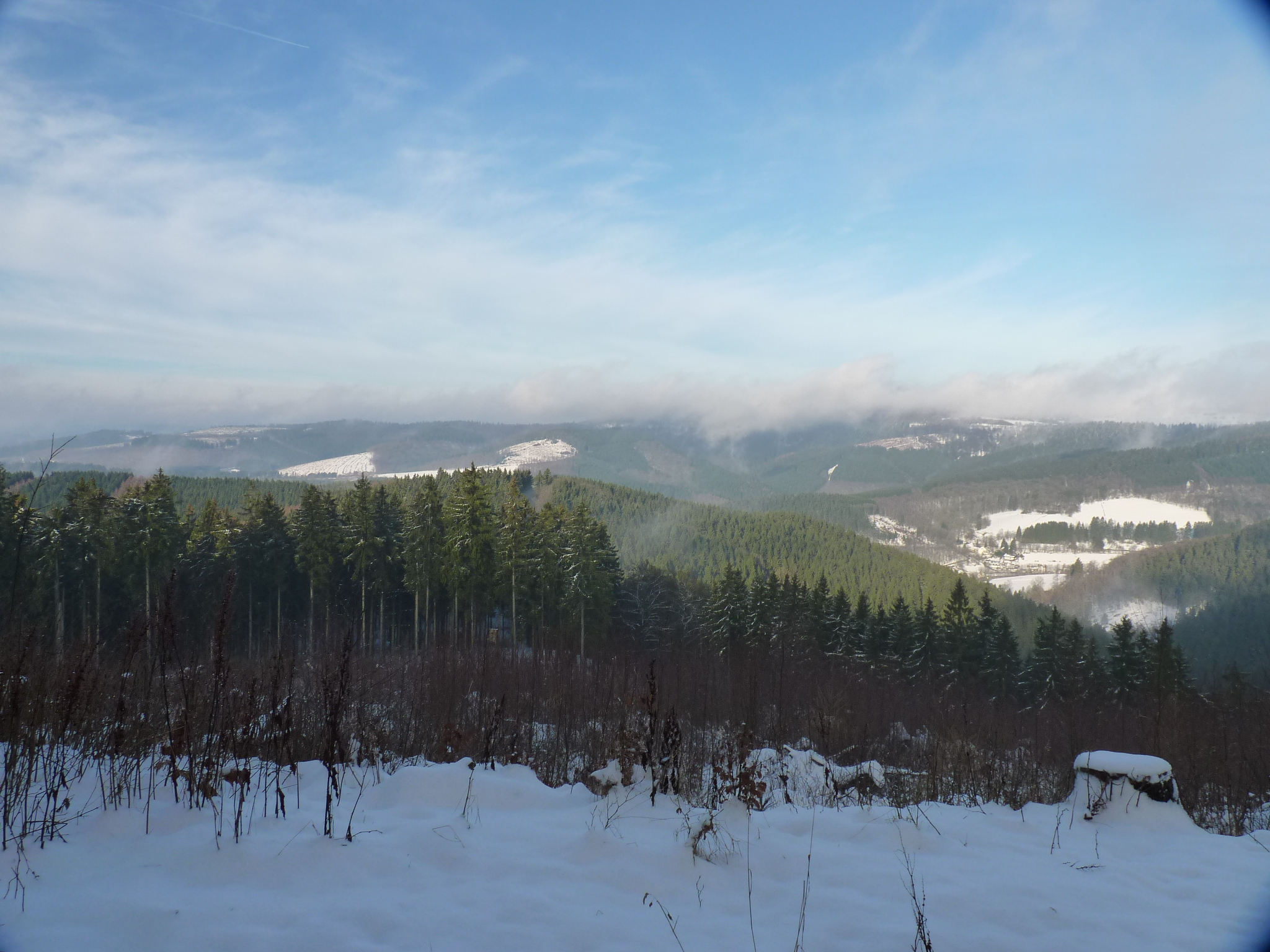
Ausblick von der Alten Burg Richtung Kindelsberg
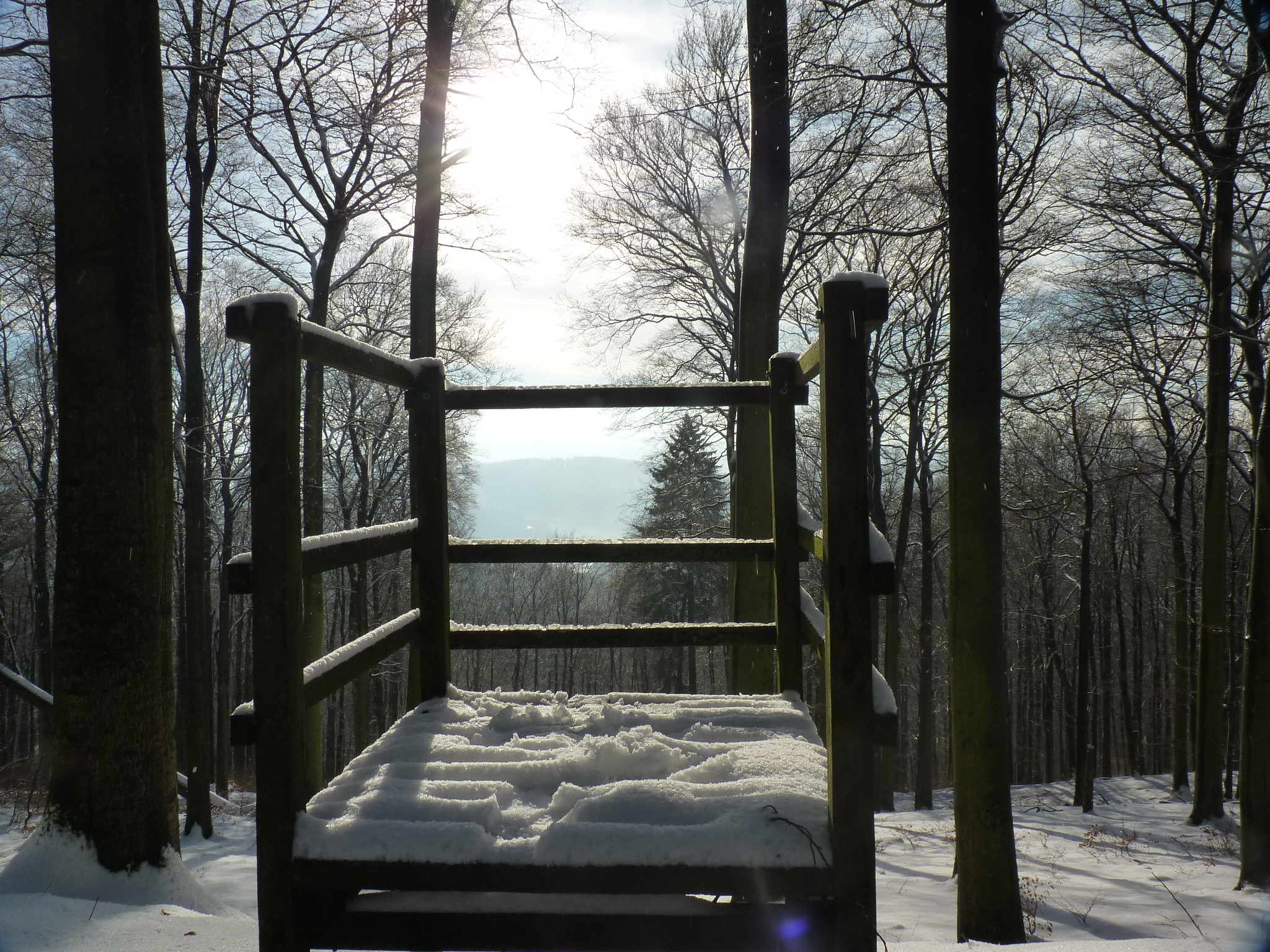
Aussichtspodest auf dem inneren Ringwall der Alten Burg

## Wegart
Wegarten in Prozent:
- Verbunddecke: 23,3 %
- Befestigt: 49,5 %
- Naturwege: 27,2 %